# Miguel M. Abrahão
Miguel Martins Abrahão (São Paulo, 25 januari 1961) is schrijver, historicus en hoogleraar in de Braziliaanse geschiedenis.

## Biografie
Abrahão heeft een bachelorsdiploma geschiedenis, met een doctoraat in de Middeleeuwse geschiedenis. Zijn academische achtergrond omvat ook reclame en pedagogiek. Hij werkte in het onderwijs en wijdde zich aan het schrijven van romans, toneelstukken en kinderboeken toen hij nog heel jong was.
Hij was leraar in de Braziliaanse geschiedenis aan de School voor Journalistiek van de Methodistenuniversiteit van Piracicaba (Unimep) in de jaren 1980. In deze instelling was hij ook verantwoordelijk voor de oprichting en uitvoering van het Centrum voor Theaterstudies en -onderzoek in 1979 en coördineerde hij alle activiteiten tot het jaar 1981 .
Hij verhuisde met zijn vrouw en zes kinderen naar Rio de Janeiro. Een groot deel van zijn romans voor kinderen en jongeren, hoewel geschreven in de adolescentie van de auteur, werd pas na 1983 gepubliceerd

## Literaire werken

### Romans
- O Bizantino (1984)
- A Pele do Ogro (1996)
- O Strip do Diabo (1996)
- A Escola (2007)

### Toneel[9]
- As aventuras do Saci Pererê  (theater voor kinderen, 1973)
- Pimpa, a Tartaruga (theater voor kinderen, 1973)
- Armadilha (drama, 1976)
- No Mundo Encantado da Carochinha (theater voor kinderen , 1976)
- O Descasamento (komedie, 1977)
- Pensão Maloca (komedie, 1977)
- A Casa (Komedie, 1978)
- O Covil das Raposas (komedie , 1978)
- O Chifrudo (komedie, 1978)
- Pássaro da Manhã (drama voor kinderen en jongeren, 1978)
- Alta-Sociedade (komedie, 1978)
- O Minuto Mágico (komedie, 1981)
- As Comadres (komedie , 1981)
- Três (drama, 1981)
- A Escola (historical drama, 1983)
- Bandidos Mareados (theater voor kinderen, 1983)
- O Rouxinol do Imperador (theater voor kinderen, 1992)

## Kinderliteratuur[10]
- As Aventuras de Nina, a Elefanta Esquisita (1971)
- As aventuras do Saci Pererê (1973)
- Biquinho (1973)
- Pimpa, a Tartaruga (1973)
- Confissões de um Dragão (1974)
- Lateco (1974)
- Arabela (1974)
- Junior, o Pato (1974)
- Bonnie e Clyde (1975)
- O Mistério da Cuca (1975)
- O Império dos Bichos (1979)
- O Caso da Pérola Negra (1983)